# Sheldon Holder
Sheldon Holder, né le 30 septembre 1991 à Georgetown, est un footballeur international guyanien jouant poste d'attaquant.

## Biographie

### En sélection
En juin 2019, il est retenu par le sélectionneur Michael Johnson afin de participer à la Gold Cup organisée aux États-Unis, en Jamaïque et au Costa Rica.

## Palmarès
- Morvant Caledonia United
  - Coupe First Citizens
    - Vainqueur : 2011 et 2012

  - Coupe Pro Bowl
    - Finaliste : 2012 et 2015

  - Championnat des clubs caribéens
    - Vainqueur : 2012

- Alpha United
  - Championnat du Guyana
    - Champion : 2013 et 2014

  - Guyana Mayors Cup
    - Vainqueur : 2013